# Mar de las Pampas
Mar de las Pampas är ett samhälle i Argentina.   Det ligger i provinsen Buenos Aires, i den sydöstra delen av landet, 300 km söder om huvudstaden Buenos Aires. Mar de las Pampas ligger 10 meter över havet och antalet invånare är 1 000.
Terrängen runt Mar de las Pampas är mycket platt. Havet är nära Mar de las Pampas åt sydost. Närmaste större samhälle är Villa Gesell, 8,0 km nordost om Mar de las Pampas.